# 関西ペイント

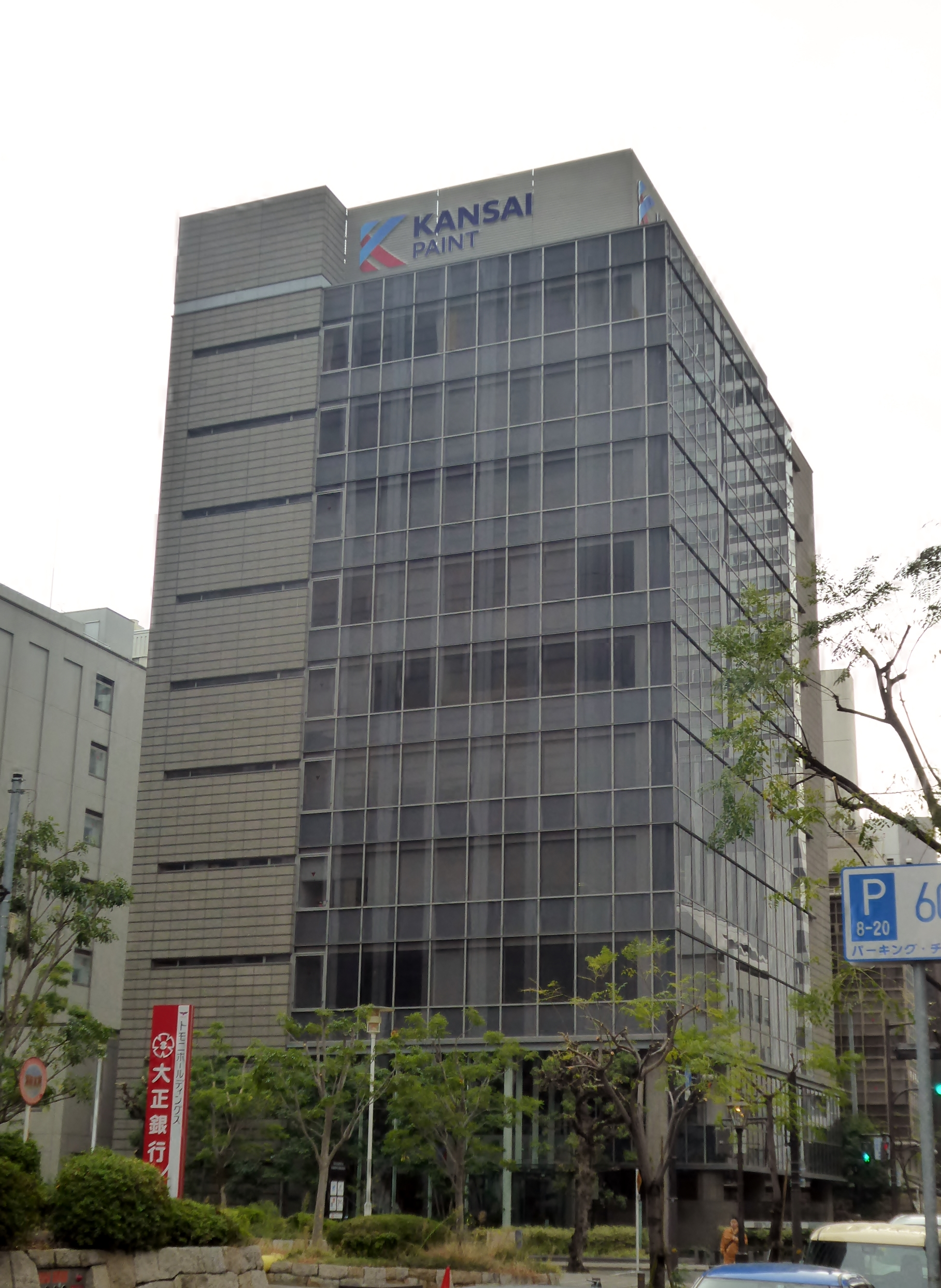
旧本社ビル（大阪市中央区今橋）

関西ペイント株式会社（かんさいペイント、KANSAI PAINT CO.,LTD.）は、大阪府大阪市北区梅田に本社を置く総合塗料の製造販売企業である。東証プライム上場。

## 概要
前身である関西ペイント工業所が、玉水弘により1917年に尼崎市神崎で創業。玉水は東京帝国大学応用化学科卒の技術者で、先発メーカーであった日本ペイントや東亜ペイントの取締役・技師長を経て独立。従業員30人余で顔料・塗料の製造販売をはじめた。化学プラントおよび研究施設拡大のための資金捻出に窮し、同級生で東京帝国大学助教授の田中芳雄に相談。事業の譲渡を条件に、岩井勝次郎率いる岩井商店（現・双日）が出資と販売支援を受け持つことで合意した。
1918年、関西ペイントを設立。本社および工場には小田村神崎の農地5万7,000 m2が充てられた。岩井商店の専務・安野譲が兼任で社長に就き、専務取締役および技師長には玉水弘が名を連ね、新体制での操業が始まる。設立当初から恐慌を始めとした苦難を経験するも「他社にないもの、真に顧客が求めているものをつくれば、必ず売れる」の信念で、1926年に業界に先駆けてラッカーの国産化を実現し、社業の基を築く。
現在では日本で業界一位の売り上げを誇る総合塗料企業である。自動車用塗料分野では、日本を含めアジア圏で首位に位置。米・PPGインダストリーズと自動車用塗料分野で提携している。

通称「カンペ」で、「ALESCO」（アレスコ）というブランドでも知られている。戦前は岩井財閥系企業だったため、同根企業である双日（旧岩井産業→日商岩井）、トクヤマ（旧徳山曹達）ら岩井系企業による最勝会の設立に参加したが、その後三水会とその後身である水曜会およびみどり会にも加盟しており、今では最勝会グループと三和グループに重複加盟している。

## 事業所
- 本社（大阪市北区）

2023年（令和5年）12月に大阪市中央区今橋の自社ビルから大阪市北区梅田の大阪梅田ツインタワーズ・サウスに移転した。
- 開発センター（神奈川県平塚市）
- 事業所
  - 東京事業所（東京都大田区）[注 2]
  - 尼崎事業所（兵庫県尼崎市）（登記上の本店）
  - 小野事業所（兵庫県小野市）
  - 名古屋事業所（愛知県みよし市）
  - 平塚事業所（神奈川県平塚市）
  - 鹿沼事業所（栃木県鹿沼市）

## 関連会社
関西ペイント販売株式会社（東京都大田区）（1989年設立）
汎用塗料および塗料関連製品の製造・調色・加工・販売。
建築・塗装・土木工事の管理、請負ならびに工事技術指導業務。
- 本社： 東京都大田区
- 営業所： 北海道（北海道石狩市）、東北（仙台市宮城野区）、北関東（栃木県宇都宮市）
群馬（群馬県太田市）、前橋（群馬県前橋市）、埼玉・川越（埼玉県川越市）
東京（東京都大田区）、横浜（横浜市磯子区）、平塚（神奈川県平塚市）、新潟（新潟市中央区）
松本（長野県松本市）、静岡（静岡市駿河区）、浜松（浜松市中央区）、中部（名古屋市中区）
三好（愛知県みよし市）、三重（三重県四日市市）、鈴鹿（三重県鈴鹿市）、富山（富山県富山市）
金沢（石川県白山市）、大阪（大阪市中央区）、神戸（神戸市中央区）、岡山（岡山市北区）
広島（広島市東区）、四国（香川県丸亀市）、高知（高知県高知市）、福岡（福岡市博多区）
北九州（北九州市八幡西区）、熊本（熊本市南区）、鹿児島（鹿児島県鹿児島市）、沖縄（沖縄県浦添市）

関西ペイントマリン株式会社（東京都大田区）（2001年設立）
各種船舶塗料の開発･製造･販売。
漁網防汚剤等海洋関連製品の開発･製造･販売。
電力施設取水口等の防汚塗料の開発･製造･販売。
株式会社カンペハピオ（大阪市中央区）（1960年設立）
家庭塗料および関連商品の製造販売。家庭用品および日曜大工用品の製造販売。
工業薬品その他の化学製品の製造販売。塗料受託加工および塗装工事請負。
関西ペイントエンジニアリング株式会社（兵庫県尼崎市）（1985年設立）
集合住宅改修における塗装工事、防水工事及び、それに関する一切の事業。
株式会社ケーピーウイング（大阪市中央区）（1988年設立）
旅行業法に基づく旅行業。損害保険代理業。
各種イベント企画、実施並びに斡旋。宅地建物取引業。総合リース業。
塗料生産用副資材、試験用器具材料、日用品雑貨、衣料品、事務用品等の販売。

## スポンサー番組
現在
- ごきげんライフスタイル よ〜いドン!、月曜日スポンサー（関西テレビ。2021年4月）
- 安蒜豊三 夕焼けナビ、17時・時報前の交通情報スポンサー（東海ラジオ。2012年4月～）

過去
- 兼高かおる世界の旅（TBS系・1987年10月から1989年9月まで一社提供を務めた番組[注 3]）
- 旅に夢中（ABC・テレビ朝日系）※関西ペイントグループによる提供番組
- 笑アップ歌謡大作戦（テレビ朝日系）
- 必殺シリーズ（ABC・テレビ朝日系）
- ダウンタウン探偵組（ABC・テレビ朝日系）
- 新車情報（tvk）
- 報道2001（フジテレビ系）
- ご存知!女ねずみ小僧（フジテレビ系）
- JNN報道特集（TBS系）
- 朝だ!生です旅サラダ（ABC・テレビ朝日系）
- 東海ラジオ ガッツナイター（東海ラジオ、2011年まで。複数提供ではあるが長年日曜日[注 4] のスポンサーを務めたほか、2010年・2011年は途中より火曜日のスポンサーも兼務する時期もあった。また東海地方の取引先である江口巌商店との合同スポンサーであった[注 5]）
- マンチェスター・ユナイテッド - 2013年度よりスポンサーシップ契約[要出典]。
- ミルクボーイ - 2021年2月24日よりイメージキャラクター契約

## テレビ番組
- 日経スペシャル カンブリア宮殿 世界を塗り替える！ 知られざる巨大塗料メーカー（2015年1月29日、テレビ東京）[10]

## 書籍

### 関連書籍
- 『関西ペイントの「活人化・少人化」戦略 VPMが会社に意識革新をおこすとき』（著者:井上光基）（1988年6月3日、経林書房）ISBN 9784767303086